# Торлопов, Владимир Александрович
Влади́мир Алекса́ндрович То́рлопов (коми Торлопов Ӧльӧксан Володь; род. 14 ноября 1949, Сыктывкар, Коми АССР, РСФСР, СССР) — российский государственный и политический деятель. Председатель Государственного Совета Республики Коми I—II созывов (1995—2001). Глава Республики Коми (2002—2010). Член Совета Федерации Федерального собрания Российской Федерации — представитель от исполнительной власти Республики Коми (2010—2014). 
Как один из фигурантов «дела Гайзера» в 2019 году был приговорён к шести с половиной лет лишения свободы в колонии общего режима и штрафу в 500 тысяч рублей.

## Биография
Владимир Торлопов родился 14 ноября 1949 года в Сыктывкаре. Его отец Александр Полиектович — коми по национальности, был профсоюзным лидером рабочих сплавконторы, а мать Мария Петровна — русская, происходила из семьи репрессированных, воспитывалась в интернате, работала учительницей начальных классов. Торлопов говорил: «Моя мама — русская, а папа — коми. Мама лучше папы знала язык коми. Я его понимаю, могу обратиться к людям на этом языке, стараюсь не ошибаться».
В 1971 году Торлопов окончил Коми государственный педагогический институт по специальности учитель физики. Преподавал в средней школе в посёлке Краснозатонский под Сыктывкаром. После службы в рядах Советской Армии в 1972—1973 годах вновь преподавал в средней школе.

### Карьера
С 1974 по 1986 годы Торлопов был сотрудником областного совета профсоюзов, пройдя путь до председателя обкома профсоюзов Коми АССР. В 1988 году он окончил Ленинградскую высшую партийную школу, в 1990 году был избран председателем Совета республиканской Федерации профсоюзов Коми АССР и депутатом Верховного Совета республики. С 1993 по 1995 годы Торлопов занимал должность первого заместителя председателя Совета министров Республики Коми по социальным вопросам. В 1995 и 1999 годах избирался депутатом Государственного совета республики по Лесозаводскому территориальному избирательному округу № 1 (город Сыктывкар), причём оба срока был председателем совета.
В 1996—2001 годах Торлопов заседал в Совете Федерации.

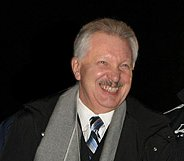
Владимир Торлопов в 2006 году

В 2001 году Торлопов был избран главой Республики Коми. В должность он вступил 15 января 2002 года. 7 декабря 2005 года, по предложению президента России Владимира Путина, Торлопов повторно был утвержден Государственным Советом на этот пост. Параллельно, с 16 марта по 27 сентября 2005, Торлопов был членом президиума Государственного совета Российской Федерации.
В начале 2010 года главой республики по представлению президента Медведева стал Вячеслав Гайзер; тот уже в марте назначил Торлопова членом Совета Федерации как представителя своего региона. Впоследствии Торлопов говорил о Гайзере как о человеке, который «практически всю свою сознательную жизнь был рядом». В СМИ появлялись сообщения о том, что в начале 2000-х годов Гайзер работал в Комисоцбанке, финансировавшем избрание Торлопова главой республики.

### Уголовное преследование
Ещё в 2005 году в адрес Торлопова звучали обвинения в том, что он управляет республикой в интересах «сырьевых олигархов». Заявивший об этом мэр Сыктывкара Сергей Катунин был приговорён судом в марте 2006 года к штрафу в 10 тысяч рублей за клевету. Однако спустя десять лет следствие пришло к выводу, что в Республике Коми уже давно существует преступное сообщество, включающее многих представителей власти; эти люди вкладывали бюджетные деньги в перспективные предприятия, которые потом продавались аффилированным фирмам, а средства выводились в оффшоры. Фигурантами дела стали глава региона Вячеслав Гайзер, его заместитель Алексей Чернов, спикер Госсовета Коми Игорь Ковзель и ряд других чиновников. В октябре 2016 года стало известно, что уголовное дело по той же статье УК РФ № 210 («Организация преступного сообщества и участие в нем») возбуждено и в отношении Торлопова. 6 октября Басманный суд Москвы отправил бывшего сенатора под домашний арест до 6 декабря. Торлопову предъявили обвинение в создании и руководстве преступным сообществом совместно с «группировкой» Гайзера и в мошенничестве в особо крупном размере с использованием служебного положения. Следствие оценило ущерб от его действий в 2,5 миллиарда рублей. Обвиняемый полностью признал свою вину.
4 сентября 2017 года Басманный суд Москвы продлил домашний арест на месяц, до 6 октября. 3 октября Мосгорсуд продлил меру пресечения до 19 декабря. В дальнейшем срок домашнего ареста многократно продлевался до оглашения приговора.
Суд по «делу Гайзера» начался в 2018 году. Торлопов в ходе процесса изменил показания: если прежде он признал свою вину, то теперь говорил, что не был одним из руководителей преступного сообщества, что «действовал на благо республики» и ничего не знал о какой-либо преступной деятельности республиканских чиновников. С Гайзером и другими фигурантами дела у него были, по его словам, исключительно рабочие отношения. Впрочем, позже Торлопов снова признал свою вину. По его словам, он встал во главе республики, не имея практического опыта в экономической сфере, а потому слишком доверился своему знакомому бизнесмену Александру Зарубину, подобравшему для него заместителей, министров и ряд других специалистов. В какой-то момент Торлопов понял, что все эти люди являются сплочённой группой, действующей в личных интересах, и что он сам оказался «свадебным генералом» этой преступной группы. Глава республики не смог ничего изменить, а после 2010 года отстранился от региональных проблем. В своём последнем слове Торлопов попросил прощения у жителей республики и президента Путина и попросил о снисхождении, ссылаясь на свою инвалидность, неизлечимую болезнь жены и преклонный возраст матери.
Обвинение запросило для подсудимого 17 лет лишения свободы. Однако по статье о преступном сообществе Торлопов был оправдан; в итоге 10 июня 2019 года его приговорили за мошенничество с акциями «Птицефабрики Зеленецкая» и легализацию преступных доходов к шести с половиной годам заключения в колонии общего режима и штрафу в 500 тысяч рублей.

## Состояние здоровья
Ещё до судебного процесса экс-сенатор перенёс два микроинфаркта. После этого Торлопову была поставлена инвалидность.

## Личная жизнь
Жена — Полина Осиповна (девичья фамилия Шамина). Две дочери, Виктория и Ирина.
В 1999 году Торлопов защитил диссертацию в Санкт-Петербурге на соискание степени доктора социологических наук по специальности «Политическая социология».

## Награды
- Орден «За заслуги перед Отечеством» IV степени (13 ноября 2006 года) — за большой вклад в социально-экономическое развитие республики и многолетнюю добросовестную работу[25]
- Орден Почёта (14 ноября 1999 года) — за большой вклад в проведение демократических преобразований и многолетний добросовестный труд[26]
- Орден преподобного Сергия Радонежского II степени (РПЦ, 2001 год)[4][27]
- Орден «Аль-Фахр» II степени (Союз муфтиев России) за 2005 год
- Лауреат премии им. Святослава Федорова в номинации «Федерация» (2004)[4]
- Памятная медаль «За благородные помыслы и достойные деяния» (2004)[4]
- Заслуженный работник Республики Коми[4]